# Wadotes georgiensis
Wadotes georgiensis är en spindelart som beskrevs av Howell 1974. Wadotes georgiensis ingår i släktet Wadotes och familjen mörkerspindlar. Inga underarter finns listade i Catalogue of Life.